# Вулиця Родини Барвінських (Тернопіль)
Вулиця Родини Барвінських — одна з вулиць неподалік центральної частини міста Тернополя. Названа на честь української родини Барвінських, чимало представників якої були відомими священиками, педагогами, громадським діячами.

## Відомості
Розпочинається від вулиці Степана Качали, простує до Богдана Хмельницького, на перетині з якою закінчується недалеко від двохаркового моста відтинку залізниці Тернопіль — Красне. Довжина вулиці — близько 300 м.
Рух автотранспорту односторонній, в напрямку від вулиці Б. Хмельницького до С. Качали; є підйом під час наближення до вулиці С. Качали. Дорожне покриття — асфальт.

## Установи, організації
- Клініка естетичної стоматології Прощиних (вул. Родини Барвінських, 6)[2]
- Розрахунковий центр ДП «Газпостач» ПАТ «Тернопільміськгаз» (вул. Родини Барвінських, 4, з літа 2016).[3]
- Філія СК «Аска» (вул. Родини Барвінських, 6)[4]
- Управління з питань цивільного захисту населення (вул. Родини Барвінських, 10).[5]